# Глейм, Иоганн Вильгельм Людвиг
Иоганн Вильгельм Людвиг Глейм (нем. Johann Wilhelm Ludwig Gleim; 2 апреля 1719, Эрмслебен — 18 февраля 1803, Хальберштадт) — немецкий поэт эпохи Просвещения.

## Биография
Иоганн Вильгельм Людвиг Глейм родился 2 апреля 1719 года Эрмслебене. Изучал юриспруденцию в Университете Галле, но под влиянием Александра Готлиба Баумгартена и Георга Фридриха Майера обратился к литературе.
В 1740 году Глейм получил должность домашнего учителя в Потсдаме и был представлен принцу Вильгельму Бранденбург-Шведтскому, который взял его к себе секретарём. В 1744 году Глейм сопровождал принца во Второй Силезской войне, но принц пал во время осады Праги. В следующем году Глейма взял секретарём Леопольд I, но строгость князя вскоре отбила у него охоту служить у старого дессауца. Следующие годы Глейм провёл в Берлине, а в 1747 году он был назначен секретарём собора в Хальберштадте. Позднее Глейм стал каноником монастыря Вальбек, что обеспечило ему неплохой заработок.

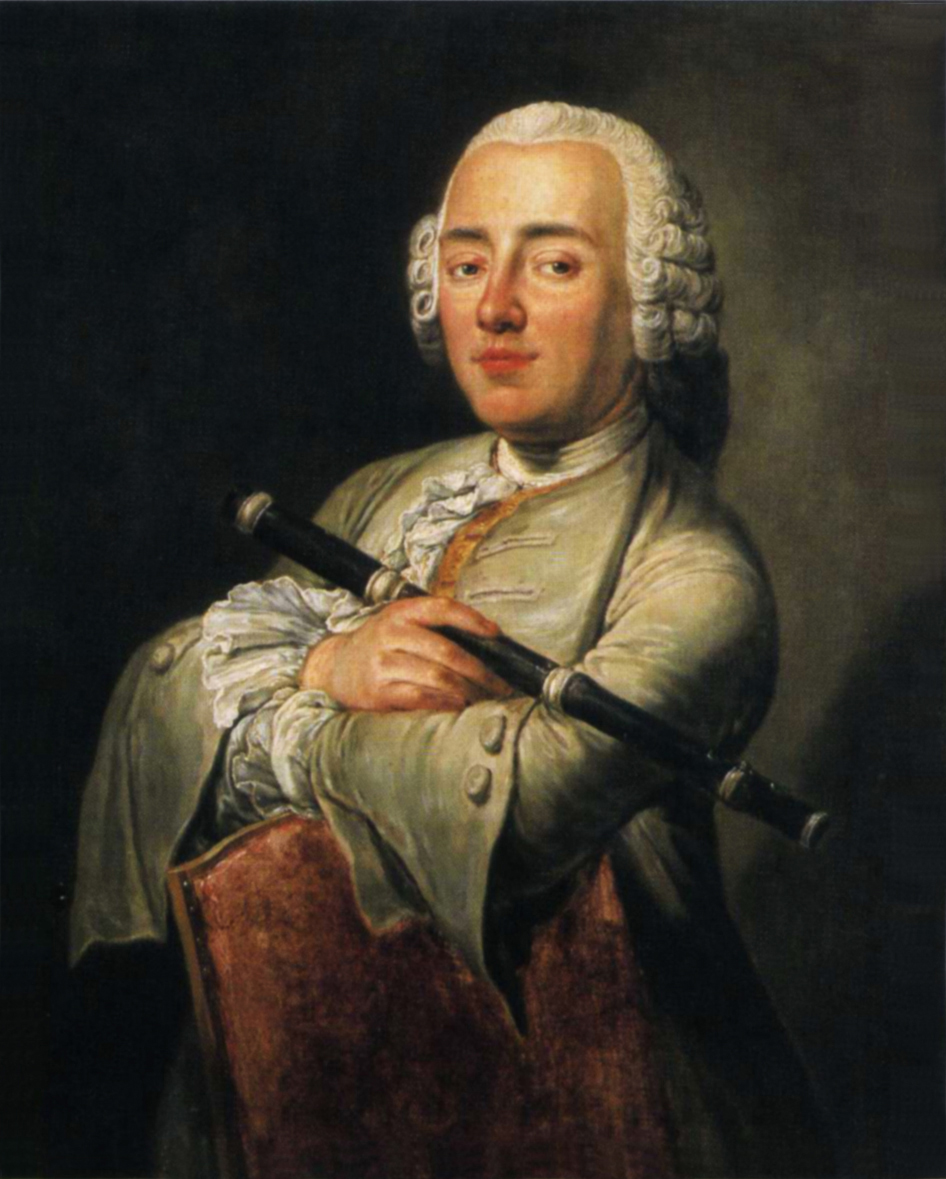
И. В. Л. Глейм (ок. 1750)

Глейм был дружен с Иоганн Николаус Гёцем, Иоганном Петером Уцем, Фридрихом Готлибом Клопштоком, Мозесом Мендельсоном, Иоганном Готфридом Гердером, Иоганном Генрихом Фоссом, Иоганном Готфридом Зейме и Францем Александром фон Клейстом и основал в Хальберштадте поэтический кружок, объединивший молодых литераторов. Глейм был знаком со всеми немецкоязычными поэтами и поэтессами своего времени, в особенности Анну Луизу Карш, с которой был связан платонической любовью и с которой вёл лирическую переписку, которую некоторые искусствоведы считают одним из достояний немецкой литературы. Позднее он покровительствовал её дочери, тоже поэтессе, Каролине Луизе фон Кленке, а после её смерти в 1802 году, вместе с Кламером Эберхардом Карлом Шмидтом издал посмертный сборник её произведений.
Самое известное сочинение Глейма — «Прусские военные песни походов 1756 и 1757 годов в исполнении гренадера», которые обеспечили Глейму звание предшественника немецкой политической лирики.
Иоганн Вильгельм Людвиг Глейм умер 18 февраля 1803 года в Хальберштадте.
Имя Глейма носит литературная премия, вручаемая с 1995 года.